# Hecatera hieracii
Hecatera hieracii är en fjärilsart som beskrevs av Scriba 1793. Hecatera hieracii ingår i släktet Hecatera och familjen nattflyn. Inga underarter finns listade i Catalogue of Life.